# Смесена реалност
Смесена реалност (на английски: mixed reality), също срещана и като хибридна реалност, е смесването на реални и виртуални светове, за да произведе нова „среда“, визуализация или дигитални обекти, при които реалните и виртуалните обекти си взаимодействат в реално време. Смесената реалност се случва във физическия свят, но и във виртуалната реалност едновременно, и в този смисъл е хибридна на обективната реалност и виртуалната реалност.

## Виж още
- Виртуална реалност